# Heliotropium tiaridioides
Heliotropium tiaridioides är en strävbladig växtart som beskrevs av Adelbert von Chamisso. Heliotropium tiaridioides ingår i Heliotropsläktet som ingår i familjen strävbladiga växter. Inga underarter finns listade i Catalogue of Life.